# Стёрс, Герт
Герт Стёрс (нидерл. Geert Steurs; род. 24 сентября 1981 в Схотене, Бельгия) — бывший бельгийский профессиональный шоссейный велогонщик.

## Достижения
2004
2-й Два дня Гаверстрека
2006
1-й  Тур Гонконга
1-й Этап 1
2-й Круг Валлонии
2-й Флеш Арденнаиз
2-й Тур Льежа
2-й Омлоп Хет Волк U23
5-й Велотрофей Йонга Мар Мудига
8-й Нокере Курсе
2007
3-й Нокере Курсе
2008
6-й Халле — Ингойгем
7-й Гран-при Ефа Схеренса
9-й Гран-при Марсельезы
2009
7-й Халле — Ингойгем
9-й Тур Саксонии
2010
2-й Тур Катара
1-й Этап 2

## Статистика выступлений

### Гранд-туры
| Гонка           | 2008 |
| --------------- | ---- |
| Джиро д'Италия  | НФ   |
| Тур де Франс    | —    |
| Вуэльта Испании | —    |

| —  | Не участвовал  |
| НФ | Не финишировал |